# Morgan Stanley
Morgan Stanley (рус. Морган Стэнли) — американский финансовый конгломерат (инвестиционный банк до сентября 2008 года), 34-й в списке крупнейших банков мира, основанный в 1935 году, владеющий крупнейшим брокерским бизнесом в мире, основными направлениями деятельности являются слияния и поглощения, размещение акций и облигаций, торговля на фондовых и других биржах, управление активами. С 2011 года входит в число глобально системно значимых банков. Главная штаб-квартира в Нью-Йорке.

## История
В 1933 году в США был принят закон Гласа-Стиголла, запрещавший коммерческим банкам заниматься инвестиционной деятельностью. Чтобы соответствовать этому закону, банку J.P. Morgan & Co. пришлось выделить свою инвестиционную деятельность в отдельный банк, получивший название Morgan Stanley по фамилиям его основателей, Генри Моргана (внука Джона Пирпонта Моргана) и Харольда Стэнли. Новый банк начал работу 16 сентября 1935 года.
В течение первого года работы банк занял 24 % рынка первичных размещений акций (IPO). В 1938 году он стал основным андеррайтером размещения долговых обязательств U.S. Steel на сумму $100 млн, в 1950-х годах участвовал в размещении облигаций Всемирного банка на сумму $50 млн (1952 год), долговых обязательств General Motors (на $300 млн) и AT&T (на $250 млн), акций IBM (на $231 млн). В 1964 году Morgan Stanley первым создал успешную компьютерную модель для анализа финансовых рынков. В 1967 году банк сделал попытку выйти на европейский рынок, открыв отделение в Париже (Morgan & Cie, International); в том же году с приобретением компании Brooks, Harvey & Co., Inc. он вышел на рынок недвижимости. К 1971 году банк начал деятельность в сфере слияний и поглощений, а также биржевой торговли. В 1986 году Morgan Stanley Group Inc. провёл первичное размещение (IPO) своих собственных акций, то есть стал публичной компанией. В 1996 году Morgan Stanley приобрёл Van Kampen American Capital, известную компанию, занимающуюся паевыми инвестициями (продал в 2009 году).
5 февраля 1997 года произошло слияние с Dean Witter and Discover & Co, отделившимся подразделением финансовых услуг компании Sears Roebuck. Morgan Stanley до этого работал с корпоративными и институциональными инвесторами, а компания Dean Witter Discover выпускала банковские карты и оказывала брокерские услуги частным инвесторам. Возглавил объединённую компанию Филип Перселл, руководивший до этого Dean Witter Discover. Объединённая компания называлась «Morgan Stanley Dean Witter & Co.» до 2001 года. Позже компания приобрела своё текущее название (правление решило, что более короткое название способствует продвижению бренда банка). Слияние было противоречивым для обоих банков, поэтому слившаяся компания потеряла статус «голубой фишки».
На сентябрь 2001 года банк Morgan Stanley занимал 12 этажей в атакованных террористами башнях ВТЦ, 13 из 2700 сотрудников банка погибли. Остальные во многом обязаны своему спасению пожертвовавшему своей жизнью вице-президенту банка по вопросам безопасности Рику Рескорле.
В 2004 году Morgan Stanley осуществил первичное размещение акций Google, также в этом году была куплена британская компания Canary Wharf Group. 19 декабря 2006 года Morgan Stanley объявил об отделении от компании подразделения, занимающегося кредитными картами, Discover Card.

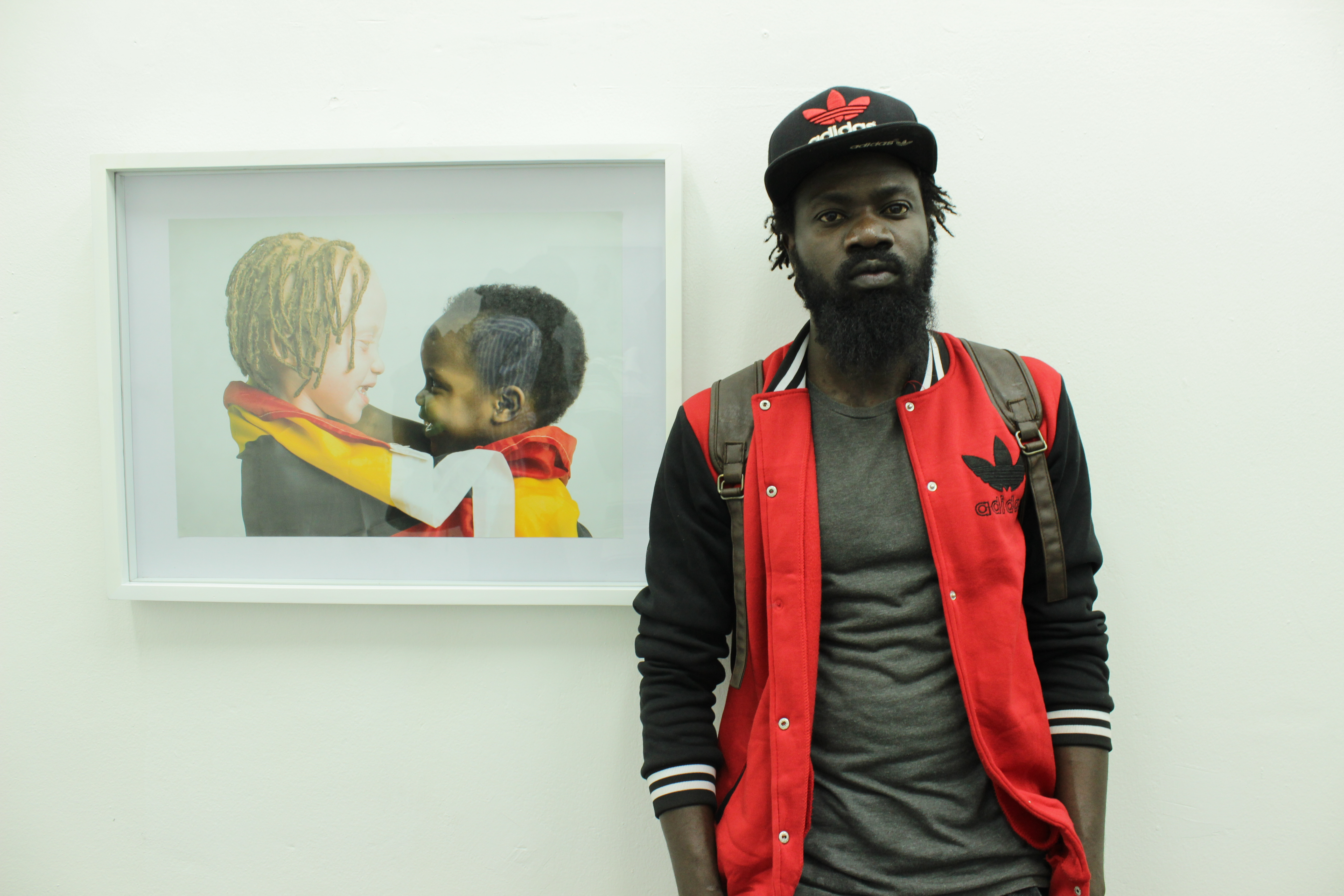
Офис Morgan Stanley на Times Square в Нью-Йорке

В 2007 году компания потеряла $9 млрд на ипотечных бумагах (см. Ипотечный кризис в США (2007)). В целом Morgan Stanley оказался одним из самых пострадавших от финансового кризиса 2008 года, поскольку сильно зависел от инвестиций хедж-фондов. После краха Lehman Brothers хедж-фонды за две недели забрали из Morgan Stanley $128,1 млрд инвестиций, и избежать банкротства банку позволил лишь кредит Федеральной резервной системы на сумму в $107,3 млрд. В сентябре 2008 году крупнейший японский банк Mitsubishi UFJ Financial Group инвестировал в Morgan Stanley $9 млрд в обмен на 21 % долю в акционерном капитале. Годом ранее, в декабре 2007 года, банк получил аналогичное капиталовложение от China Investment Corporation, китайского государственного фонда по управлению валютными резервами КНР.
22 сентября 2008 года Morgan Stanley объявил о том, что банк станет традиционной банковской корпорацией, регулируемой Федеральным резервом США. Одобрение этой трансформации Федеральным резервом фактически завершило 75-летнюю эру разделения американских банков на коммерческие и инвестиционные.
В январе 2009 года Morgan Stanley объявил о создании совместного бизнеса с Citigroup в сфере управления капиталом крупных частных клиентов (private wealth management). Сделка была завершена 1 июня 2009 года. Результатом сделки стала компания Morgan Stanley Smith Barney (MSSB) c долями участия 51 % Morgan Stanley и 49 % Citi. Morgan Stanley также получил право-опцион на выкуп доли Citi в бизнесе. В MSSB работает около 18 тысяч инвестиционных консультантов с общим количеством клиентских активов на уровне $1,7 трлн долларов США. В конце сентября 2012 года компания MSSB была переименована в Morgan Stanley Wealth Management, в июне 2013 года доля Citigroup была выкуплена.
Morgan Stanley занял 82-е место в списке крупнейших компаний США Fortune 500 за 2015 год. В списке крупнейших публичных компаний мира Forbes Global 2000 в 2015 году компания заняла 95-е место (в том числе 35-е по активам).
19 января 2022 года Morgan Stanley опубликовал отчетность за 2021 год. Выручка банка выросла на 23 %, до $60 млрд, чистая прибыль — на 37 %, до $15 млрд, оба эти показателя оказались рекордными.

## Руководство
Хронология председателей совета директоров:
- 1991—1997 — Ричард Фишер[англ.], (1936—2004) — также президент с 1984 года;
- 1997—2005 — Филип Перселл[англ.] (род. в 1943 году);
- 2005—2012 — Джон Мэк[англ.] (род. 17 ноября 1944 года) — также CEO с 2005 по 2010 год, президент с 1993 по 2001 год, CEO Credit Suisse с 2001 по 2004 год.

Действующее руководство:
- Джеймс Горман, род. 14 июля 1958 года в Мельбурне, Австралия) — председатель совета директоров (с 2012 года), главный исполнительный директор (с 2010 года), президент с 2007 по 2011 год. В компании Morgan Stanley с 2006 года. До этого работал в Merrill Lynch и McKinsey & Company.
- Колм Келлер (Colm Kelleher, Thomas Columba Kelleher) — президент Morgan Stanley с 2016 года по 30 июня 2019 года. Родился в 1959 году, окончил Оксфордский университет, в компании с 2000 года[15].
- Джонатан Прузан (Jonathan M. Pruzan) вице-президент, главный финансовый директор с 2015 года;
- Джеффри Бродский (Jeffrey S. Brodsky) — вице-президент, начальник отдела кадров с 2011 года;
- Кейси Хоцуки (Keishi Hotsuki) — вице-президент, главный директор по финансовым рискам с 2011 года, член совета директоров Mitsubishi UFJ Morgan Stanley Securities Co., Ltd.;
- Эрик Гроссман (Eric F. Grossman) — вице-президент, главный юрисконсульт с 2012 года;
- Дэниэл СИмковиц (Daniel A. Simkowitz) — глава отдела управления инвестициями с 2015 года;

Независимые члены совета директоров:
- Томас Глосер[англ.] — ведущий независимый член совета директоров с 2017 года; с 1993 года работал в Reuters Group PLC (с 2008 года Thomson Reuters Corporation), в частности с 2001 по 2011 год был её CEO;
- Нобуюки Хирано (Nobuyuki Hirano) — независимый член совета директоров с 2015 года, президент и CEO Mitsubishi UFJ Financial Group;
- Рёсукэ Тамакоси (Ryosuke Tamakoshi) — независимый член совета директоров с 2011 года, председатель совета директоров Mitsubishi UFJ Financial Group;
- Элизабет Корли (Elizabeth Corley) — независимый член совета директоров с 2018 года, старший советник AllianzGI, где ранее была вице-председателем;
- Алистер Дарлинг — независимый член совета директоров с 2016 года, член Палаты лордов с 2015 года и Палаты общин с 1987 по 2015 год, Канцлер казначейства с 2007 по 2010 год, министр торговли и промышленности с 2006 по 2007 год;
- Роберт Герц (Robert H. Herz) — независимый член совета директоров с 2012 года, президент консультационной фирмы Robert H. Herz LLC, ранее был председателем Совета по стандартам бухгалтерской отчётности (Financial Accounting Standards Board, с 2002 по 2010 год), партнёром в PricewaterhouseCoopers;
- Юдит Мисчик[англ.] — независимый член совета директоров с 2014 года, CEO и вице-председатель Kissinger Associates[англ.] (нью-йоркской консультационной фирмы по геополитическим и макроэкономическим рискам в развивающихся странах под эгидой Генри Киссинджера) с 2015 года, в Lehman Brothers с 2005 по 2008 год, в ЦРУ с 1983 по 2005 год (замдиректора по разведке с 2002 по 2005 год), также сопредседатель президентского совета по внешней разведке;
- Дэнис Налли (Dennis M. Nally) — независимый член совета директоров с 2016 года, с 1974 года работал в PricewaterhouseCoopers, включая посты председателя и старшего партнёра с 2002 по 2009 год, председателя дочерней структуры PricewaterhouseCoopers International Ltd. с 2009 по 2016 год;
- Нутхам Олайям (Hutham S. Olayan) — независимый член совета директоров с 2006 года, вице-председатель The Olayan Group, частной инвестиционной компании в Саудовской Аравии, с 2018 года, до этого 30 лет была её президентом и CEO;
- Мэри Шапиро (Mary L. Schapiro) — независимый член совета директоров с 2018 года, ранее была первой женщиной на посту председателя Комиссии по ценным бумагам и биржам;
- Перри Траквина (Perry M. Traquina) — независимый член совета директоров с 2015 года, ранее был председателем и CEO Wellington Management Group (с 2004 по 2014 год);
- Рэйфорд Уилкинс (Rayford Wilkins, Jr.) — независимый член совета директоров с 2013 года, CEO Diversified Businesses, дочерней компании AT&T.

## Деятельность
Morgan Stanley, осуществляя свою деятельность через подразделения и филиалы, предоставляет ряд финансовых услуг клиентам, включая корпоративных и частных потребителей, правительственные и финансовые организации. Основные направления деятельности:
- Управление корпоративными ценными бумагами (Institutional Securities Group) — предоставляет такие услуги как повышение капитализации (размещение акций в качестве андеррайтера), финансовые консультации (включая вопросы по слияниям и поглощениям, реструктуризации, недвижимости, и проектному финансированию), также занимается биржевой деятельностью, управлением рисками, исследовательской и инвестиционной деятельностью; выручка в 2018 году составила $20,6 млрд (из них $11,2 млрд — торговые операции, $6,1 млрд — инвестиционный банкинг, $2,7 млрд — комиссионные), чистая прибыль — $5 млрд, активы — 646 млрд.
- Управление частным капиталом (Wealth Management) — работает с состоятельными частными инвесторами и организациями с крупным собственным капиталом, предоставляя брокерские услуги и услуги инвестиционной консультации; выручка подразделения в 2018 году составила $17,2 млрд (из них $10,2 млрд принесло управление активами, $1,8 млрд — комиссионные, $4,3 млрд — чистый процентный доход), чистая прибыль — $3,5 млрд, активы — $202 млрд, активы клиентов на конец года составляли $2,303 трлн.
- Инвестиционный менеджмент (Investment Management) — занимается управлением активами как институциональных инвесторов, так и частных лиц (через инвестиционные фонды открытого типа и отдельно управляемые счета). Проводит операции с ценными бумагами, бумагами с фиксированным доходом (облигации, привилегированные акции), альтернативными инвестициями. Выручка подразделения в 2018 году составила $2,7 млрд (из них $2,5 млрд дало управление активами), чистая прибыль — $376 млн, активы — $4,7 млрд. Размер активов под управлением в рамках этого подразделения на конец 2018 года составил $463 млрд.

Morgan Stanley оказывает фидуциарные услуги институциональным клиентам через дочернюю компанию Morgan Stanley Smith Barney LLC с активами $300 млрд.
В структуре активов из 1,116 трлн долларов на конец 2020 года $312,7 млрд приходилось на торговые активы (включая акции компаний на $93,6 млрд, гособлигации США на $38,8 млрд и гособлигации других стран на $28,4 млрд), $112,4 млрд на одолженные ценные бумаги, $150,6 млрд на выданные кредиты, $85 млрд на ценные бумаги, купленные с обязательством перепродать, $182,2 млрд на приобретённые ценные бумаги, $105,7 млрд на наличные и краткосрочные депозиты. Основными категориями пассивов являются долгосрочные долговые обязательства ($217 млрд), принятые депозиты ($310,8 млрд), суммы, причитающиеся клиентам и другим лицам ($227,4 млрд), торговые пассивы ($157,6 млрд).
Имеет около 1300 офисов в 42 странах мира. Штаб-квартира находится в Нью-Йорке (1585 Broadway, New York, New York), также в штате Нью-Йорк Morgan Stanley принадлежит ещё два небоскрёба: штаб-квартира подразделения управления частным капиталом (2000 Westchester Avenue, Purchase, New York) и штаб-квартира подразделения инвестиционного менеджмента (522 Fifth Avenue, New York, New York). Европейская штаб-квартира расположена в Лондоне (20 Bank Street, London), азиатские центры — в Токио (Otemachi Financial City South Tower, Otemachi, Chiyoda-ku, Tokio) и Гонконге (1 Austin Road West, Kowloon, Hong Kong).
На конец 2018 года Morgan Stanley принадлежало акций других компаний на $385,85 млрд. По отраслям эти инвестиции распределялись следующим образом:
- финансовые компании — 36,74 %
- технологические компании — 21,4 %
- производители потребительских товаров (цикличных) — 9,68 %
- здравоохранение — 9,11 %
- промышленные компании — 6,32 %
- производители потребительских товаров (нецикличных) — 5,13 %
- энергетика — 3,65 %[17].

По стоимости пакетов акций наиболее значительны Amazon ($8,8 млрд), Apple ($7,8 млрд), Microsoft ($7,5 млрд), Alphabet (Class A $3 млрд + Class C $3,4 млрд), Walt Disney Company ($5 млрд), Visa, Inc. ($4,9 млрд), JPMorgan Chase ($4,3 млрд), Facebook ($4,2 млрд), Invesco ($3,5 млрд), MasterCard ($3,3 млрд), Johnson & Johnson ($3,1 млрд), Cisco ($2,8 млрд), Salesforce Company ($2,5 млрд), Starbucks ($2,5 млрд), Verizon Communications ($2,2 млрд), Servicenow ($2,1 млрд), Alibaba Group ($2,1 млрд), Union Pacific ($2,1 млрд), Berkshire Hathaway, Inc. ($2,1 млрд), Workday, Inc. ($2 млрд), Chevron Corporation ($2 млрд), Pfizer ($2 млрд), TAL Education Group ($1,9 млрд), Philip Morris ($1,9 млрд), Danaher Corporation ($1,8 млрд), The Coca-Cola Company ($1,8 млрд), Home Depot ($1,8 млрд), Accenture plc ($1,8 млрд), Procter & Gamble ($1,8 млрд), Adobe, Inc. ($1,8 млрд), Bank of America Corporation ($1,8 млрд), Honeywell ($1,7 млрд), AT&T ($1,7 млрд), Twitter, Inc. ($1,7 млрд), Abbott Laboratories ($1,7 млрд), UnitedHealth Group ($1,7 млрд).
Кроме этого значительные суммы компания вкладывает через инвестиционные фонды, управляемые BlackRock (в основном группа котируемых на бирже фондов iShares) и The Vanguard Group, Inc (эти инвестиции относятся к финансовой отрасли, хотя могут реинвестироваться фондами в любые другие отрасли).
| Год            | 2000  | 2001  | 2002  | 2003  | 2004  | 2005  | 2006  | 2007  | 2008  | 2009  | 2010  | 2011  | 2012  | 2013  | 2014  | 2015  | 2016  | 2017  | 2018  | 2019  | 2020  |
| -------------- | ----- | ----- | ----- | ----- | ----- | ----- | ----- | ----- | ----- | ----- | ----- | ----- | ----- | ----- | ----- | ----- | ----- | ----- | ----- | ----- | ----- |
| Выручка        | 26,16 | 22,09 | 19,13 | 20,86 | 23,77 | 21,79 | 28,34 | 26,48 | 22,11 | 23,36 | 31,30 | 32,30 | 26,18 | 32,49 | 34,28 | 35,16 | 34,63 | 37,95 | 40,11 | 41,42 | 48,20 |
| Чистая прибыль | 5,456 | 3,521 | 2,988 | 3,787 | 4,486 | 4,940 | 7,487 | 3,249 | 1,778 | 1,406 | 5,702 | 4,645 | 0,716 | 3,613 | 3,667 | 6,279 | 6,123 | 6,216 | 8,883 | 9,237 | 10,50 |
| Активы         | 421,3 | 482,6 | 529,5 | 602,8 | 775,4 | 898,8 | 1121  | 1045  | 659,0 | 771,5 | 807,7 | 749,9 | 781,0 | 832,7 | 801,5 | 787,5 | 814,9 | 851,7 | 853,5 | 895,4 | 1116  |

### В России
ООО «Морган Стэнли Банк» работает в России с 1994 года и является филиалом европейского подразделения Morgan Stanley. Единственный офис банка находится в Москве, в нём работает 63 сотрудника. Он имеет лицензию на осуществление банковских операций, а также лицензию профессионального участника рынка ценных бумаг на осуществление брокерской, дилерской и депозитарной деятельности; услуги предоставляет только корпоративным клиентам.
Активы банка в третьем квартале 2015 года составили 20,9 млрд рублей (172-е место среди банков России), собственный капитал — 4,6 млрд (115-е место). На конец 2014 года активы составляли 17 млрд рублей, на конец 2013 года — 45 млрд рублей. На конец 2017 года активы составили 30,7 млрд рублей, чистый доход за год составил 1,62 млрд рублей, чистая прибыль — 65 млн.
Основные направления деятельности в России — операции с ценными бумагами и консультации в вопросах слияния и поглощения.
1996 год
- октябрь: координирование и андеррайтинг размещения ценных бумаг Газпрома, второго по величине размещения российских ценных бумаг на иностранных биржах на тот момент ($429 млн).

2002 год
- ноябрь: Morgan Stanley выступает одним из участников выпуска конвертируемых облигаций компании Лукойл на сумму в $350 млн.
- Декабрь: Главный андеррайтер крупнейшего на тот момент размещения российских ценных бумаг: 5,9 % госпакета акций Лукойла на сумму в $775 млн.

2003 год
- Февраль: Финансовый советник BP по поглощению 50 % вновь образованной совместной компании, в которую входят ТНК, BP и Сиданко. Крупнейшая сделка по поглощению на тот момент ($6,75 млрд).
- Февраль: Один из участников крупнейшего в истории развивающихся рынков размещения облигационного заема Газпрома на сумму в $1,75 млрд.
- Август: Финансовый советник Теленора по продаже 100 % акций Комбелги компании Голден Телеком.

2004 год
- Июль: Главный андеррайтер и один из ведущих управляющих размещения обеспеченных облигаций Газпрома на сумму в $1,25 млрд.

2005 год
- Февраль: АФК Система объявляет о первичном публичном размещении 91,6 миллиона глобальных депозитарных расписок на сумму в $1,55 млрд[27]. Morgan Stanley является главным андеррайтером.
- Май: Пятёрочка завершает IPO на лондонской фондовой бирже. Были размещены глобальные депозитарные расписки на сумму в $598 млн[28].
- Июнь: Евраз завершает первичное размещение акций на сумму в $422 млн[29]. Morgan Stanley выступает ведущим управляющим координатором размещения.

2011 год
- Май: Один из организаторов IPO Яндекса[30].

2019 год
- Май: Руководством банка было принято решение прекратить банковскую деятельность в России с первого квартала 2020 года, о чём было сообщено в годовом отчёте[31].

## Критика
Как и ряд других банков, Morgan Stanley подвергался критике за роль, сыгранную в финансовом кризисе 2007—2008 годов, в частности сокрытии от инвесторов высокого риска дефолта по ипотечным ценным бумагам. В 2014 году банк был оштрафован на $1,25 млрд правительством США и на $95 млн Пенсионной системой госслужащих Миссисипи. В феврале 2016 года банк согласился уплатить ещё $3,2 млрд федеральным властям. Кроме этого, против Morgan Stanley были поданы иски со стороны инвесторов, таких как China Development Industrial Bank (2010 год), IKB International S.A. (2013 год), Deutsche Bank (2013 и 2015 годы), U.S. Bank National Association (2013 год), Financial Guaranty Insurance Company (2014 год).

## Акционеры
Morgan Stanley на начало 2019 года выпустил 1,69 млрд акций, из них 86,18 % принадлежит институциональным инвесторам. Крупнейшие из них на апрель 2019 года
| Название акционера                  | Количество акций, млн | Процент | Стоимость пакета |
| ----------------------------------- | --------------------- | ------- | ---------------- |
| Mitsubishi UFJ Financial Group      | 412,23                | 24,44   | $18,5 млрд       |
| State Street Corporation            | 130,64                | 7,74    | $5,85 млрд       |
| BlackRock, Inc.                     | 104,97                | 6,22    | $4,7 млрд        |
| The Vanguard Group, Inc.            | 95,70                 | 5,67    | $4,29 млрд       |
| Price T. Rowe Associates, Inc.      | 75,27                 | 4,46    | $3,37 млрд       |
| JPMorgan Chase                      | 44,10                 | 2,61    | $1,97 млрд       |
| ValueAct Holdings, L.P.             | 26,23                 | 1,55    | $1,17 млрд       |
| FMR LLC                             | 24,20                 | 1,43    | $1,08 млрд       |
| Invesco Ltd.                        | 21,44                 | 1,27    | $0,96 млрд       |
| Norges Bank Investment Management   | 17,06                 | 1,01    | $0,76 млрд       |
| Geode Capital Management, LLC       | 16,97                 | 1,01    | $0,76 млрд       |
| Eagle Capital Management, LLC       | 15,27                 | 0,91    | $0,69 млрд       |
| Northern Trust Corporation          | 15,27                 | 0,91    | $0,69 млрд       |
| Ameriprise Financial, Inc.          | 14,03                 | 0,83    | $0,63 млрд       |
| Bank of New York Mellon Corporation | 12,57                 | 0,75    | $0,57 млрд       |

## Дочерние компании
Основные дочерние компании на конец 2018 года и место их регистрации:
- Morgan Stanley (Делавэр)
  - Morgan Stanley International Incorporated (Делавэр)
    - Morgan Stanley International Finance S. A.	(Люксембург)

  - Morgan Stanley Principal Funding, Inc. (Делавэр)
  - Morgan Stanley Senior Funding, Inc. (Делавэр)
  - Morgan Stanley Hedging Co. Ltd. (Острова Кайман)
  - MS 10020, Inc. (Делавэр)
  - Morgan Stanley Fixed Income Ventures Inc. (Делавэр)
    - Morgan Stanley Strategic Investments, Inc. (Делавэр)

  - Morgan Stanley Capital Management, LLC (Делавэр)
    - Morgan Stanley Capital Group Inc. (Делавэр)
    - Morgan Stanley Investment Management Inc. (Делавэр)
    - Morgan Stanley Domestic Holdings, Inc. (Делавэр)
      - Morgan Stanley Services Holdings LLC (Делавэр)
        - Morgan Stanley Services Group Inc. (Делавэр)
        - MS Financing LLC (Делавэр)

      - Morgan Stanley Smith Barney FA Notes Holdings LLC (Делавэр)
      - Morgan Stanley Smith Barney LLC (Делавэр)
      - Morgan Stanley & Co. LLC (Делавэр)
        - Prime Dealer Services Corp. (Делавэр)

      - Morgan Stanley Capital Services LLC (Делавэр)
      - Morgan Stanley Delta Holdings LLC (Нью-Йорк)
        - Morgan Stanley Bank, N.A. (Федеральная лицензия)
        - Morgan Stanley Private Bank, National Association (Федеральная лицензия)

  - Morgan Stanley International Holdings Inc. (Делавэр)
    - Morgan Stanley Asia Holdings Limited (Острова Кайман)
      - Morgan Stanley Asia Regional (Holdings) III LLC (Острова Кайман)
        - Morgan Stanley (Singapore) Holdings Pte. Ltd. (Сингапур)
          - Morgan Stanley Asia (Singapore) Pte. (Сингапур)

      - Morgan Stanley (Hong Kong) Holdings Limited (Гонконг)
        - Morgan Stanley Hong Kong 1238 Limited (Гонконг)
          - Morgan Stanley Asia Limited (Гонконг)

      - MSJL Holdings Limited (Острова Кайман)
        - Morgan Stanley Japan Holdings Co., Ltd. (Япония)
          - Morgan Stanley MUFG Securities Co., Ltd.	(Япония)

    - Morgan Stanley International Limited (Великобритания)
      - Morgan Stanley France Holdings I S.A.S. (Франция)
        - Morgan Stanley France S.A. (Франция)

      - Morgan Stanley UK Limited (Великобритания)
      - Morgan Stanley Investments (UK) (Великобритания)
        - Morgan Stanley Bank International Limited (Великобритания)
        - Morgan Stanley Investment Management Limited (Великобритания)
        - Morgan Stanley & Co. International plc (Великобритания)
          - ООО «Морган Стэнли Банк» (Россия)

      - MSL Incorporated (Делавэр)
        - Morgan Stanley Uruguay Ltda. (Уругвай)